# Уругвайская футбольная ассоциация
Уругвайская футбольная ассоциация (более грамотно переводить как Уругвайская ассоциация футбола, АУФ исп. Asociación Uruguaya de Fútbol; AUF) — главная уругвайская организация, заведующая футболом в стране. Штаб-квартира находится в Монтевидео.

## История
В период с 1923 по 1925 год в стране действовала конкурирующая Федерация футбола Уругвая (ФУФ), что привело к временному расколу в футболе страны — образованию двух независимых чемпионатов и двух самостоятельных сборных. ФИФА признаёт только результаты выступлений сборной Уругвая под эгидой Ассоциации футбола Уругвая. С 1926 года организации объединились, хотя де-факто произошло поглощение Федерации (ФУФ) Ассоциацией футбола Уругвая.
На март 2012 года в рейтинге сборных ФИФА сборная Уругвая находилась на 4-м месте.

## Достижения
Основная сборная
- Чемпионы мира (2): 1930, 1950
- Олимпийские чемпионы (2): 1924, 1928
- Мундиалито (1): 1980
- Кубок Америки (15): 1916, 1917, 1920, 1923, 1924, 1926, 1935, 1942, 1956, 1959 (II), 1967, 1983, 1987, 1995, 2011 (рекорд)

Молодёжная сборная
- Чемпионы Южной Америки (до 20 лет) (8): 1954, 1958, 1964, 1975, 1977, 1979, 1981, 2017

## Президенты АУФ
| Годы       | Президент                                                                        |
| ---------- | -------------------------------------------------------------------------------- |
| 1900       | Педро Чартер                                                                     |
| 1901       | Уильям Пул                                                                       |
| 1902       | Карлос Роуланд                                                                   |
| 1903—1904  | Хорхе Клалоу                                                                     |
| 1905       | Феликс Ортис де Таранко                                                          |
| 1906       | Хорхе Клалоу                                                                     |
| 1907—1912  | Эктор Ривадавия Гомес                                                            |
| 1913—1914  | Абелардо Вескови                                                                 |
| 1915—1918  | Хуан Бленхио Рокка                                                               |
| 1919       | Анхель Коломбо                                                                   |
| 1920—1921  | Леон Пейроу                                                                      |
| 1922—1923  | Хосе М. Рейес Лерена                                                             |
| 1924—1925  | Атилио Нарансио                                                                  |
| 1926       | Эктор Ривадавия Гомес                                                            |
| 1927—1930  | Рауль Худе                                                                       |
| 1931       | Сесар Батлье Пачеко                                                              |
| 1932—1933  | Марио Понсе Де Леон                                                              |
| 1934—1937  | Рауль Худе                                                                       |
| 1938—1939  | Анибаль Гардерес                                                                 |
| 1940—1941  | Эктор Херона                                                                     |
| 1942       | Киро Джанбруно                                                                   |
| 1943—1952  | Сесар Батлье Пачеко                                                              |
| 1953—1956  | Мигель Анхель Каттанео                                                           |
| 1957—1960  | Фермин Соруэта                                                                   |
| 1961—1963  | Омар Порсинкула                                                                  |
| 1964       | Америко Хиль                                                                     |
| 1965—1966  | Конрадо Саэс                                                                     |
| 1967—1969  | Хулио Лакарте Муро                                                               |
| 1970—1972  | Америко Хиль                                                                     |
| 1973       | Фермин Соруэта                                                                   |
| 1974—1976  | Эктор Дель Кампо                                                                 |
| 1976       | Карлос Керальто                                                                  |
| 1977—1978  | Марио Гарбарино                                                                  |
| 1978—1980  | Яманду Фланхини                                                                  |
| 1981—1982  | Матиас Васкес                                                                    |
| 1983—1986  | Эктор Хоанико                                                                    |
| 1986       | Мигель Волонтерио                                                                |
| 1987       | Донато Грьекко                                                                   |
| 1988—1989  | Хулио К. Франсини                                                                |
| 1989—1990  | Хулио Сесар Маглионе                                                             |
| 1991—1993  | Уго Баталья                                                                      |
| 1994—1996  | Карлос Мареска                                                                   |
| 1997—2006  | Эухенио Фигередо                                                                 |
| 2006—2008  | Хосе Луис Корбо                                                                  |
| 2008—2009  | Вашингтон Риверо                                                                 |
| 2009—2014  | Себастьян Бауса                                                                  |
| 2014—2018  | Вильмар Вальдес                                                                  |
| 2018—2019  | Стабилизационный комитет: Педро Бордаберри, Армандо Кастайнгдебат, Андрес Скотти |
| 2019—н. в. | Игнасио Алонсо                                                                   |

## Деятельность АУФ

### Сборные Уругвая
- Основная команда
- Молодёжная сборная
- Женская сборная
- Сборная по пляжному футболу

### Турниры
- Первый дивизион (Примера)
- Второй дивизион (Сегунда)
- Первый любительский дивизион (Терсера) — третий уровень в системе лиг, участвуют полупрофессиональные и профессиональные команды, см. ниже
- Промежуточный турнир — с 2017 года будет проводиться в промежутке между Апертурой и Клаусурой чемпионата страны среди участников Первого дивизиона
- Суперкубок Уругвая — будет разыгрываться с 2018 года между чемпионом и победителем Промежуточного турнира предыдущего сезона; турнир будет открывать новый сезон
- Лигилья Уругвая (турнир для выхода в международные соревнования, ныне не проводится)

Все профессиональные и полупрофессиональные клубы, участвующие в трёх дивизионах чемпионата страны, являются членами АУФ. Команды теряют статус члена АУФ при уходе в ОФИ и потере места в одном из трёх дивизионов АУФ.

### Организации
Проведением соревнований для любительских команд за пределами Монтевидео занимается Организация Футбола Интериора.

### Премии и звания
- Ежегодная премия Футболист года в Уругвае
- Премия лучшему бомбардиру чемпионата Уругвая имени Диего Форлана